# نيكولاي أندروسوف
نيكولاي إيفانوفيتش أندروسوف (بالروسية: Николай Иванович Андрусов)‏‏ (بالإنجليزية: Nikolay Ivanovich Andrusov)‏‏ (19 ديسمبر 1861 - 27 أبريل 1924) هو جيولوجي وعالم بطبقات الأرض وعالم أحياء قديمة ومستكشف من الإمبراطورية الروسية.

## السيرة الشخصية
ولد أندروسوف في أوديسا، وهي آنذاك جزء من الإمبراطورية الروسية. درس الجيولوجيا وعلم الحيوان في جامعة نوفوروسيا في أوديسا. ثم سافر عبر روسيا وأوروبا الوسطى لجمع العينات الأحفورية.
درست بعثة تشالنجر (1872 إلى 1876) عمليات قاع البحر. في عام 1889 نشر أندروسوف مراجعة لهذه البعثة. وفي وقت لاحق أجرى دراسات الجيولوجيا والرواسب فب سهوب بونتو كاسبين ستيب.
في 1890-1891 شارك في رحلة استكشافية في المياه العميقة إلى البحر الأسود مع الجمعية الجغرافية الروسية. اكتشفت هذه الحملة كبريتيد الهيدروجين في الأجزاء السفلية من هذا البحر. كان أندروسوف أول من اقترح أن هذه المادة تم إنشاؤها بواسطة التحلل البيولوجي لأشكال الحياة (البكتيريا) التي تحتوي على مركبات الكبريت.
تزوج من (ناديزدا جينريخوفنا شليمان) في عام 1899، وهي ابنة عالم الآثار الشهير هاينريش شليمان. في عام 1905 أصبح أستاذا في جامعة تاراس شفتشينكو الوطنية في كييف. في عام 1914 أصبح عضوا في الأكاديمية الروسية للعلوم. هاجر إلى فرنسا في عام 1920 بسبب المرض. في عام 1919 علم بموت ابنه الأكبر، وتعرض لسكتة دماغية مما أدى إلى شلل في الساق والذراع. قرر أقاربه نقله إلى باريس. في عام 1922 انتقل إلى براغ بسبب صعوبات مادية، حيث توفي في عام 1924.
أصبح ابنه ديميتري أندروسوف عالم جيولوجيا بارزا وعضوا في أكاديمية العلوم السلوفاكية.
سميت سلسلة التلال التجعدية دورسا أندروسوف على سطح القمر باسمه.

## روابط خارجية
- أعمال أو نبذة عن نيكولاي أندروسوف على أرشيف الإنترنت
- Bio, in Ukrainian